# Inawashiro, Fukushima
Inawashiro (猪苗代町 Inawashiro-machi) là thị trấn thuộc huyện Yama, tỉnh Fukushima, Nhật Bản. Tính đến ngày 1 tháng 10 năm 2020, dân sô ước tính thị trấn là 13.552 người và mật độ dân số là 34 người/km2. Tổng diện tích thị trấn là 394,9 km2.

## Địa lý

### Đô thị lân cận
- Fukushima
  - Aizuwakamatsu
  - Fukushima
  - Nihonmatsu
  - Kōriyama
  - Kitashiobara
  - Bandai
- Yamagata
  - Yonezawa

### Khí hậu
| Dữ liệu khí hậu của Inawashiro, Fukushima | Dữ liệu khí hậu của Inawashiro, Fukushima | Dữ liệu khí hậu của Inawashiro, Fukushima | Dữ liệu khí hậu của Inawashiro, Fukushima | Dữ liệu khí hậu của Inawashiro, Fukushima | Dữ liệu khí hậu của Inawashiro, Fukushima | Dữ liệu khí hậu của Inawashiro, Fukushima | Dữ liệu khí hậu của Inawashiro, Fukushima | Dữ liệu khí hậu của Inawashiro, Fukushima | Dữ liệu khí hậu của Inawashiro, Fukushima | Dữ liệu khí hậu của Inawashiro, Fukushima | Dữ liệu khí hậu của Inawashiro, Fukushima | Dữ liệu khí hậu của Inawashiro, Fukushima | Dữ liệu khí hậu của Inawashiro, Fukushima |
| Tháng                                     | 1                                         | 2                                         | 3                                         | 4                                         | 5                                         | 6                                         | 7                                         | 8                                         | 9                                         | 10                                        | 11                                        | 12                                        | Năm                                       |
| ----------------------------------------- | ----------------------------------------- | ----------------------------------------- | ----------------------------------------- | ----------------------------------------- | ----------------------------------------- | ----------------------------------------- | ----------------------------------------- | ----------------------------------------- | ----------------------------------------- | ----------------------------------------- | ----------------------------------------- | ----------------------------------------- | ----------------------------------------- |
| Cao kỉ lục °C (°F)                        | 10.8 (51.4)                               | 13.9 (57.0)                               | 19.7 (67.5)                               | 26.8 (80.2)                               | 30.7 (87.3)                               | 31.5 (88.7)                               | 33.9 (93.0)                               | 34.2 (93.6)                               | 32.2 (90.0)                               | 26.9 (80.4)                               | 22.1 (71.8)                               | 17.3 (63.1)                               | 34.2 (93.6)                               |
| Trung bình ngày tối đa °C (°F)            | 1.1 (34.0)                                | 2.0 (35.6)                                | 6.1 (43.0)                                | 13.5 (56.3)                               | 19.5 (67.1)                               | 22.9 (73.2)                               | 26.3 (79.3)                               | 27.7 (81.9)                               | 23.3 (73.9)                               | 17.2 (63.0)                               | 10.9 (51.6)                               | 4.1 (39.4)                                | 14.6 (58.2)                               |
| Trung bình ngày °C (°F)                   | −2.1 (28.2)                               | −1.7 (28.9)                               | 1.6 (34.9)                                | 7.9 (46.2)                                | 13.9 (57.0)                               | 18.1 (64.6)                               | 21.7 (71.1)                               | 22.7 (72.9)                               | 18.6 (65.5)                               | 12.4 (54.3)                               | 6.2 (43.2)                                | 0.7 (33.3)                                | 10.0 (50.0)                               |
| Tối thiểu trung bình ngày °C (°F)         | −5.5 (22.1)                               | −5.8 (21.6)                               | −2.7 (27.1)                               | 2.6 (36.7)                                | 8.4 (47.1)                                | 13.9 (57.0)                               | 18.0 (64.4)                               | 18.7 (65.7)                               | 14.6 (58.3)                               | 8.1 (46.6)                                | 2.1 (35.8)                                | −2.5 (27.5)                               | 5.8 (42.5)                                |
| Thấp kỉ lục °C (°F)                       | −16.8 (1.8)                               | −17.5 (0.5)                               | −14.7 (5.5)                               | −7.8 (18.0)                               | −1.1 (30.0)                               | 4.6 (40.3)                                | 8.0 (46.4)                                | 10.0 (50.0)                               | 3.3 (37.9)                                | −1.9 (28.6)                               | −9.6 (14.7)                               | −16.4 (2.5)                               | −17.5 (0.5)                               |
| Lượng Giáng thủy trung bình mm (inches)   | 72.0 (2.83)                               | 53.5 (2.11)                               | 69.3 (2.73)                               | 74.9 (2.95)                               | 86.5 (3.41)                               | 123.4 (4.86)                              | 206.6 (8.13)                              | 142.9 (5.63)                              | 132.2 (5.20)                              | 119.6 (4.71)                              | 89.3 (3.52)                               | 92.7 (3.65)                               | 1.263 (49.72)                             |
| Lượng tuyết rơi trung bình cm (inches)    | 203 (80)                                  | 172 (68)                                  | 101 (40)                                  | 11 (4.3)                                  | 0 (0)                                     | 0 (0)                                     | 0 (0)                                     | 0 (0)                                     | 0 (0)                                     | 0 (0)                                     | 14 (5.5)                                  | 129 (51)                                  | 627 (247)                                 |
| Số ngày mưa trung bình (≥ 1.0 mm)         | 15.6                                      | 13.1                                      | 13.7                                      | 11.0                                      | 10.9                                      | 11.4                                      | 13.9                                      | 11.2                                      | 11.9                                      | 11.8                                      | 13.1                                      | 16.1                                      | 153.7                                     |
| Số ngày tuyết rơi trung bình (≥ 3 cm)     | 20.8                                      | 19.8                                      | 12.7                                      | 1.5                                       | 0                                         | 0                                         | 0                                         | 0                                         | 0                                         | 0                                         | 1.6                                       | 11.9                                      | 68.3                                      |
| Số giờ nắng trung bình tháng              | 84.5                                      | 96.5                                      | 137.7                                     | 169.9                                     | 198.2                                     | 156.5                                     | 144.9                                     | 182.6                                     | 135.5                                     | 132.8                                     | 113.4                                     | 82.3                                      | 1.627,6                                   |
| Nguồn 1: Cục Khí tượng Nhật Bản           |                                           |                                           |                                           |                                           |                                           |                                           |                                           |                                           |                                           |                                           |                                           |                                           |                                           |
| Nguồn 2: Cục Khí tượng Nhật Bản           |                                           |                                           |                                           |                                           |                                           |                                           |                                           |                                           |                                           |                                           |                                           |                                           |                                           |